# Deltebre
Deltebre település Spanyolországban, Tarragona tartományban. Deltebre Sant Jaume d’Enveja, Amposta, L'Aldea, Camarles és L'Ampolla községekkel határos. Lakosainak száma 11 951 fő (2024).

## Népesség
A település népessége az elmúlt években az alábbi módon változott:
| Lakosok száma | 9728 | 10 381 | 10 943 | 11 063 | 12 098 | 12 158 | 11 544 | 11 505 | 11 539 | 11 951 |
|               | 1981 | 2001   | 2005   | 2007   | 2010   | 2013   | 2016   | 2018   | 2021   | 2024   |